# Lisa Murkowski
Lisa Ann Murkowski, född 22 maj 1957 i Ketchikan i Alaska, är en amerikansk jurist och republikansk ledamot av USA:s senat. Hon utnämndes till senaten i december 2002 av sin far, guvernören i Alaska Frank Murkowski, som dennes efterträdare. 2004 valdes hon till en full mandatperiod i senaten.
Murkowski är katolik och hennes familj har polsk härkomst. Hon avlade 1980 grundexamen i nationalekonomi vid Georgetown University och 1985 juristexamen vid Willamette University College of Law.
Hon ställde upp för en andra mandatperiod 2010. Hon förlorade republikanska partiets nominering till Tea Party-kandidaten Joe Miller. Hon ställde sedan upp som en write-in-kandidat och besegrade både Miller och demokraten Scott McAdams i allmänna valet.  Det gör henne till den andra amerikanska senatorn som valts genom write-in-röstning och den första sedan Strom Thurmond år 1954.

## Politiska positioner
Murkowski är en moderat republikan. Sedan hon vann sitt omval 2010 har hennes voteringsmönster i senaten ansetts av vissa som "mer moderat" jämfört med tidigare år i senaten. National Journal rankade henne som den 56:e mest liberala och 44:e mest konservativa ledamoten (av 100) i senaten. Enligt GovTrack är Murkowski den näst mest moderata republikanska senatorn och från och med 2017 placerades Murkowski av GovTracks analys till vänster om alla republikaner utom Susan Collins, och till vänster om den demokratiske senatorn Joe Manchin. The New York Times anordnade de  republikanska senatorerna efter ideologi och rankade Murkowski som den näst mest liberala republikanen.
Enligt Roll Call voterade Murkowski i senaten för president Barack Obamas ställningstaganden vid 72,3 procent av tillfällena – Murkowski var en av de två republikaner som gjorde detta till över 70 procent. 
Enligt FiveThirtyEight voterade Murkowski för president Donald Trumps position 79,8 procent av gångerna.
Efter att Trump-anhängare stormade Kapitolium den 6 januari 2021 sa Murkowski att Trump borde avgå för att ha uppmuntrat upproret. Med denna uppmaning till hans avgång blev hon den första republikanen i senaten som sa att Trump borde avgå innan Joe Biden invigdes som president.